# A86 road
Die A86 road (englisch für Straße A86) ist eine 64,3 km lange, durchgehend als Primary route ausgewiesene Straße in Schottland.

## Verlauf

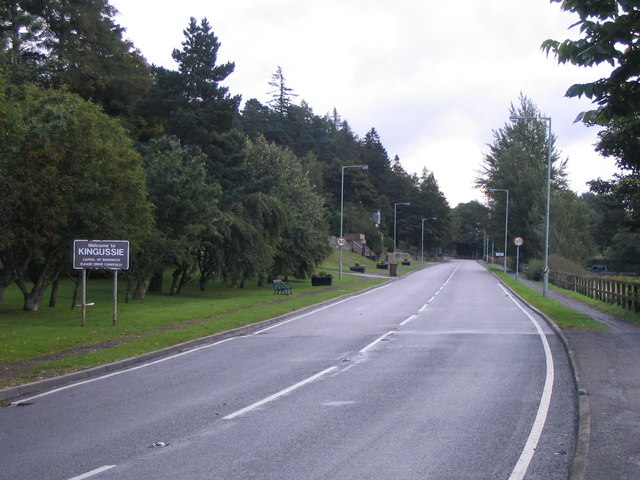
Einfahrt nach Kingussie (Aufnahme 2007)

Die A86 zweigt in Spean Bridge von der von Glasgow kommenden und ab Fort William dem Great Glen folgenden A82 road ab. Sie führt nach Westnordwesten durch das Glen Spean und am Loch Laggan entlang nach Drumgask am River Spey. Dort zweigt die A889 road nach Dalwhinnie ab. Die A86 folgt dem Tal des Spey linksseitig über Newtonmore weiter nach Kingussie. Dort trifft sie am östlichen Ortsausgang auf die A9 road. Die beiden Straßen sind über eine Anschlussstelle verbunden, die A86 geht dort in die bis Aviemore parallel zur A9 verlaufende B9152 über, die frühere Führung der A9.